# Laaber Kaiserzipf
Der Laaber Kaiserzipf ist eine 381,9 m hohe, bewaldete Anhöhe im 13. Wiener Gemeindebezirk Hietzing und stellt einen Ausläufer des Wienerwaldes dar. 

## Geographie

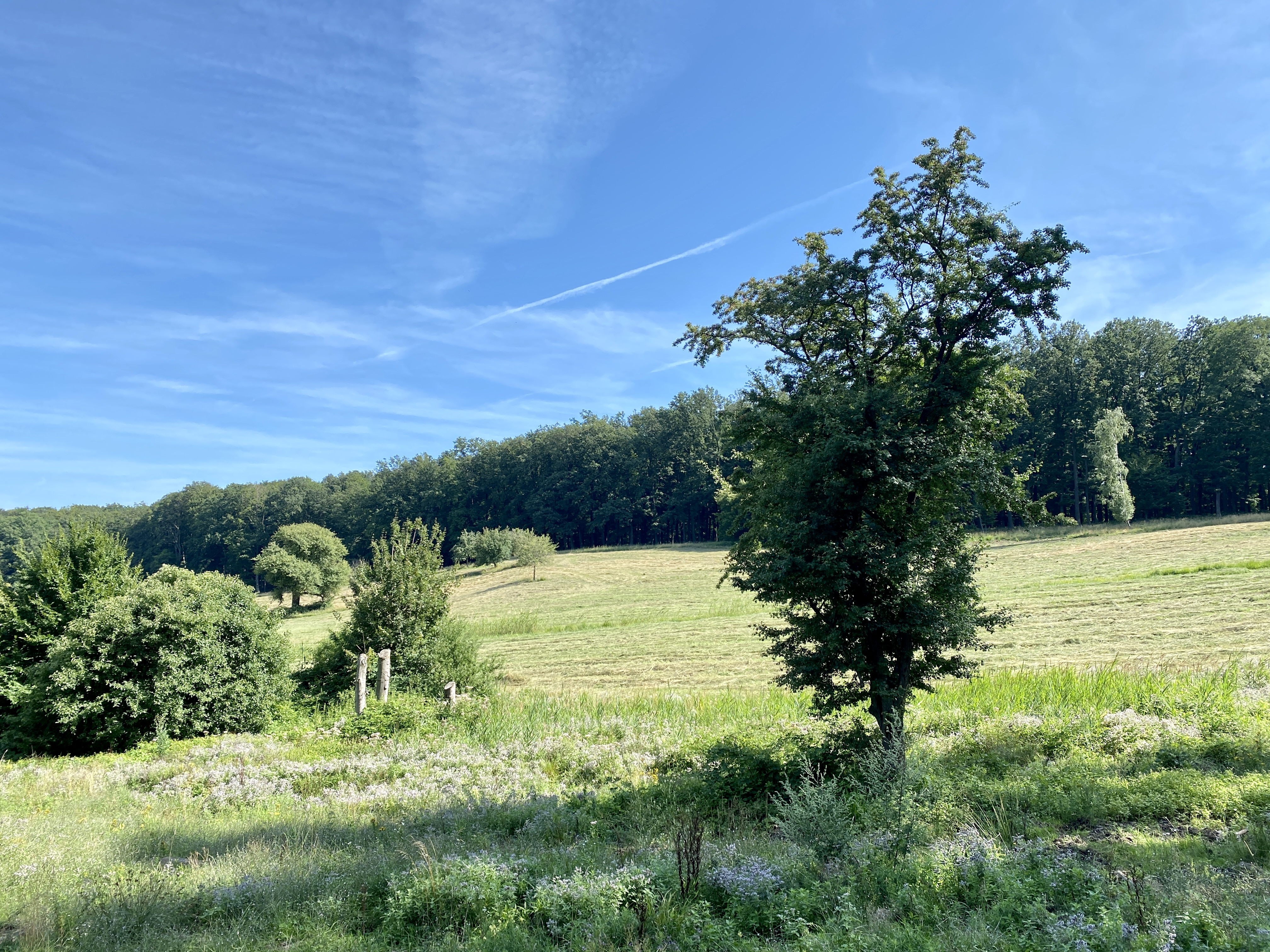
Laaber Kaiserzipfwiese

Der Laaber Kaiserzipf liegt im südwestlichen Teil des Bezirks Hietzing an der Grenze zu den Gemeinden Laab im Walde und Breitenfurt. Der bewaldete Hügel ist Teil des Lainzer Tiergartens und des Wienerwaldgebirges, dem nordöstlichsten Ausläufer der Ostalpen. Am nordwestlichen Abhang des Laaber Kaiserzipfs liegt die Schanzwiese, die zum nördlich gelegenen Bärenberg führt. Weitere benachbarte Hügel sind der im Osten gelegene Kaiserzipf und der im Süden liegende Kaufberg.

## Geschichte
Der Laaber Kaiserzipf ist erstmals 1819 urkundlich als Kaiserzipf belegt. Seinen Namen erhielt das Waldstück von der Nähe zum Ort Laab im Walde sowie von seinem ehemaligen Besitzer. Der Zusatz Zipf deutet auf die spitz zulaufende Form hin.  